# Кемеровский горнотехнический техникум
Кемеровский горнотехнический техникум (КГТТ) — учебное заведение среднего профессионального образования, награжденный медалью «За особый вклад в развитие Кузбасса» I степени (2004 г.).

## История
Кемеровский горнотехнический техникум был основан в ноябре 1929 г. в городе Щегловск (ныне Кемерово). Директором был назначен — Нестор Николаевич Магер. До 1951 г. именовался, как Щегловский индустриальный техникум, готовящий специалистов по трём направлениям: горное, химическое и металлургическое для шахт и заводов Кузбасса.
В 1930 г. произошло расформирование направлений. Техникум стал готовить специалистов для угольной промышленности Кузбасса (Кемерово), химическое обрело статус коксохимический при Коксохимическом заводе (Кемерово), металлургическое переместилось в город Сталинск (ныне Новокузнецк).
В 1932 г. 37 человек стали первыми выпускниками, специалисты и техники по эксплуатации угольных месторождений.
В октябре 1941 г. учебный процесс проходил в баках, так как в корпусе разместился эвакогоспиталь № 2344.
В 50-е гг. на базе горного техникума был создан горный институт (ныне «Кузбасский государственный технический университет имени Т. Ф. Горбачева»).
В 1975 г. для техникума было построено новое здание, в котором он располагается и сегодня. Появились специальности: «строительство горных предприятий», «автоматическая электрическая связь», «электронные машины, приборы и устройства».
В 1993 г. в связи с приказом Министерства топлива и энергетики Российской Федерации от 19.04.1993 г. № 114), Кемеровский горный техникум преобразован в Кемеровский горнотехнический колледж.
В 2009 г. государственное образовательное учреждение среднего профессионального образования Кемеровский горнотехнический колледж (ГОУ СПО «КГТК») переименовано в Федеральное государственное образовательное учреждение среднего профессионального образования Кемеровский горнотехнический техникум (ФГОУ СПО «КГТТ»). (Основание: приказ Федерального агентства по образованию (Рособразование) Министерства образования и науки Российской Федерации от 12.11.2009 г. № 2035.
17 февраля 2023 г. председатель правительства Кузбасса (Кемеровской области) Илья Сердюк подписал распоряжение «О присвоении Государственному бюджетному профессиональному образовательному учреждению Кемеровскому горнотехническому техникуму имени Кожевина Владимира Григорьевича».

## Отделения
Программы подготовки специалистов среднего звена:
- Экономика и бухгалтерский учет (по отраслям);
- Документационное обеспечение управления и архивоведение;
- Информационные системы и программирование;
- Системный администратор; Сетевой и системный администратор. Специалист по администрированию сети;
- Компьютерные системы и комплексы;
- Техническая эксплуатация и обслуживание электрического и электромеханического оборудования (по отраслям);
- Шахтное строительство;
- Обогащение полезных ископаемых;
- Подземная разработка месторождений полезных ископаемых;
- Открытые горные работы.

Программы подготовки квалифицированных рабочих, служащих:
- Обогатитель полезных ископаемых;
- Электрослесарь подземный;
- Ремонтник горного оборудования;
- Электромонтёр по ремонту и обслуживанию электрооборудования (по отраслям).

## Выпускники
Перед центральным входом на стене техникума висят две мемориальные таблички, с надписью: в этом учебном заведении обучался:
- Герой России, старший сержант милиции Амелин Станислав Александрович, погибший при исполнении служебного долга в Чеченской республике;
- Герой России, капитан милиции Отческих Алексей Викторович, погибший при исполнении служебного долга в Чеченской республике.

Также техникум окончили:
- Участник Великой Отечественной войны Белоусов Петр Васильевич (1938 г.)[6];
- Герой Советского Союза Назимок Иван Григорьевич (1941 г.);
- Участник Великой Отечественной войны Лопаткин Георгий Петрович (1941 г.)[7], награжденный Орденом Трудового Красного Знамени;
- Герой Советского Союза Трофимов Федор Леонтьевич (1942 г.);
- Участник Великой Отечественной войны, «Почетный работник угольной промышленности» Терехов Анатолий Михайлович (1951 г.);
- Почетный гражданин города Кемерово и Кемеровской обл. Булгаков Анатолий Иванович (1979 г.);
- Участник боевых действий в Чеченской республике, награжденный орденом «Мужества» Климов Дмитрий Юрьевич (1994 г.);
- Актёр театра и кино, поэт, писатель Шарифулин Николай Григорьевич (2015 г.)[8]

## Награды
- 1997 г. почетная грамота Министерства топлива и энергетики «за качественную подготовку специалистов для отрасли»
- 2002 г. «лучшая „Кадровая политика“» (Министерства топлива и энергетики)
- 2004 г. медаль «За особый вклад в развитие Кузбасса» I степени (постановление Администрации Кемеровской обл.)